# سنترو سبورتيفو ألاغوانو
سنترو سبورتيفو ألاغوانو (بالبرتغالية: Centro Sportivo Alagoano‏) هو نادِ كرة قدم برازيلي تأسس بتاريخ 7 سبتمبر 1913.